# 15th Street – Prospect Park
15th Street – Prospect Park – stacja metra nowojorskiego, na linii F i G. Znajduje się w dzielnicy Brooklyn, w Nowym Jorku i zlokalizowana jest pomiędzy stacjami Seventh Avenue oraz Fort Hamilton Parkway. Została otwarta 7 października 1933.